# Flattinge åsar
Flattinge åsar är ett naturreservat i Ljungby kommun i Kronobergs län.
Reservatet är en udde i sjön Flåren nordost om orten Lagan. Området är 28 hektar stort och består dels av ett grönstensberg och dels av en rullstensås som bildar en rad öar ut i sjön. Det är skyddat sedan 1994.

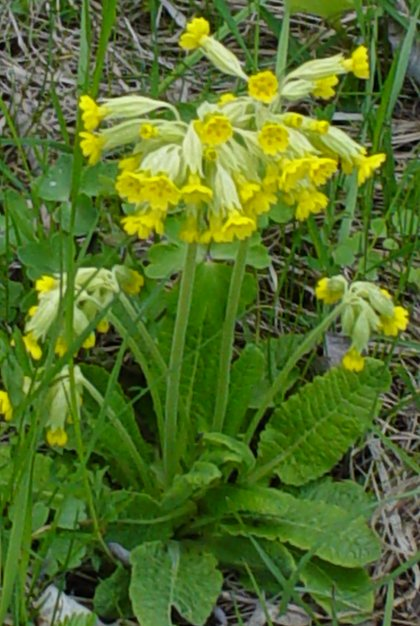
Gullviva

På berget finns ädellövskog och en rik flora med bland annat gullviva och blåsippa. På rullstensåsen växer tallskog och bärris. Här häckar fiskgjuse, bivråk och mindre hackspett.